# NGC 6004
NGC 6004 é uma galáxia espiral barrada (SBc) localizada na direcção da constelação de Serpens. Possui uma declinação de +18° 56' 22" e uma ascensão recta de 15 horas, 50 minutos e 22,8 segundos.
A galáxia NGC 6004 foi descoberta em 14 de Junho de 1879 por Édouard Jean-Marie Stephan.